# Pseudolycoriella bicornis
Pseudolycoriella bicornis är en tvåvingeart som först beskrevs av Menzel 1997.  Pseudolycoriella bicornis ingår i släktet Pseudolycoriella och familjen sorgmyggor.
Artens utbredningsområde är Kuba. Inga underarter finns listade i Catalogue of Life.